# Hervás
Hervás là một đô thị trong tỉnh Cáceres, Extremadura, Tây Ban Nha.
Dân số 3.839 người năm 2005. Cách 120 km từ Cáceres và 90 km từ Salamanca. Đây là thủ phủ của vùng thung lũng sông Ambroz.

## Dân số
Theo INE (Viện thống kê quốc gia Tây Ban Nha):
| 2000  | 2001  | 2002  | 2003  | 2004  | 2005  | 2006  |
| ----- | ----- | ----- | ----- | ----- | ----- | ----- |
| 3.839 | 3.860 | 3.881 | 3.846 | 3.834 | 3.891 | 3.924 |

40°16′B 5°51′T / 40,267°B 5,85°T
1. ↑  Datos en el INE de Hervás.